# آلبرت بارنت
آلبرت بارنت (انگلیسی: Albert Barnett; ۷ ژانویهٔ ۱۸۹۲ – اکتبر ۱۹۴۱ (aged 49)) بازیکن فوتبال بود.
از باشگاه‌هایی که در آن بازی کرده‌است می‌توان به باشگاه فوتبال مکلسفیلد تاون اشاره کرد.